# Pere Serra

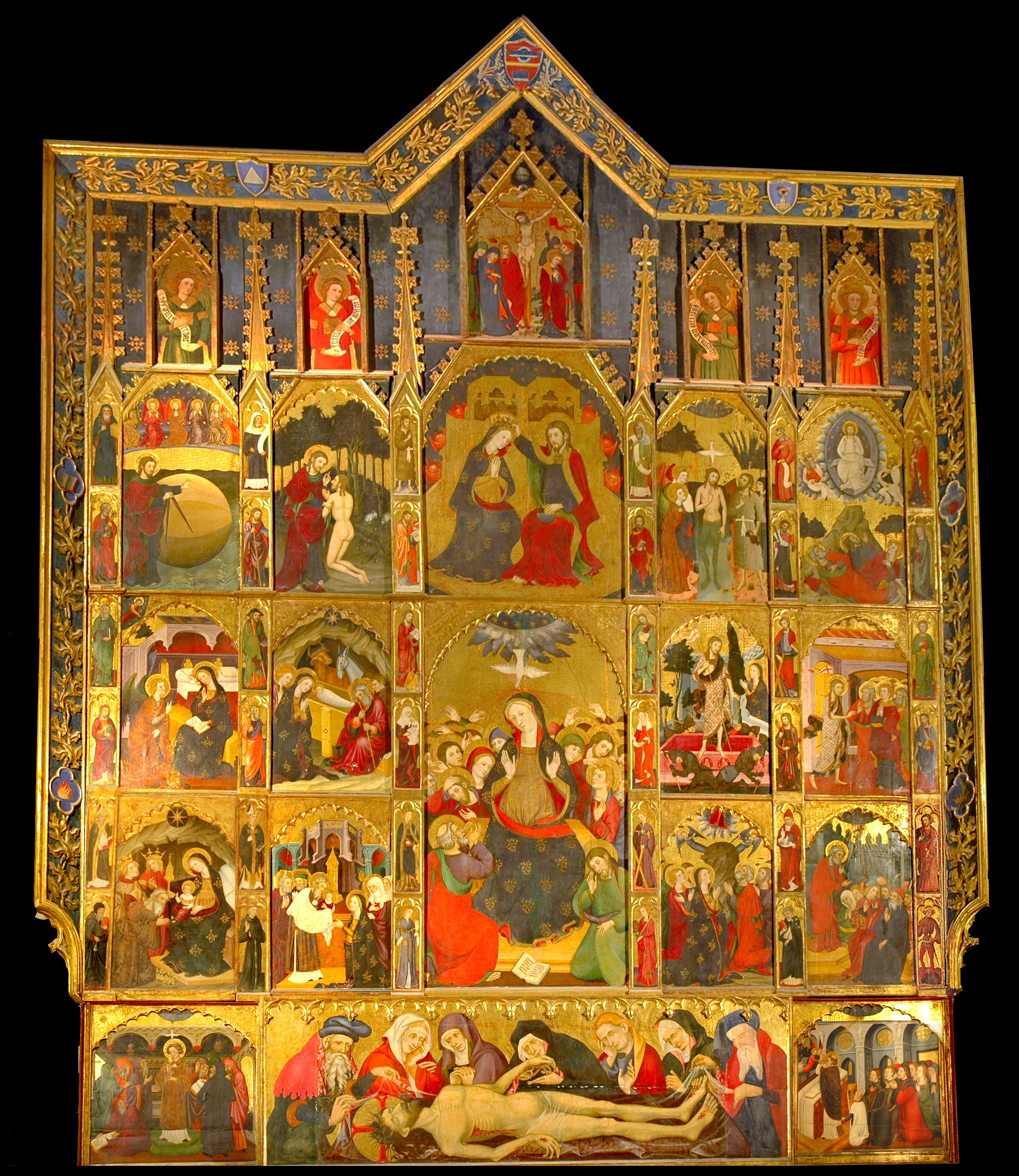
Retablo del Espíritu Santo, hacia 1394, Catedral de Manresa.

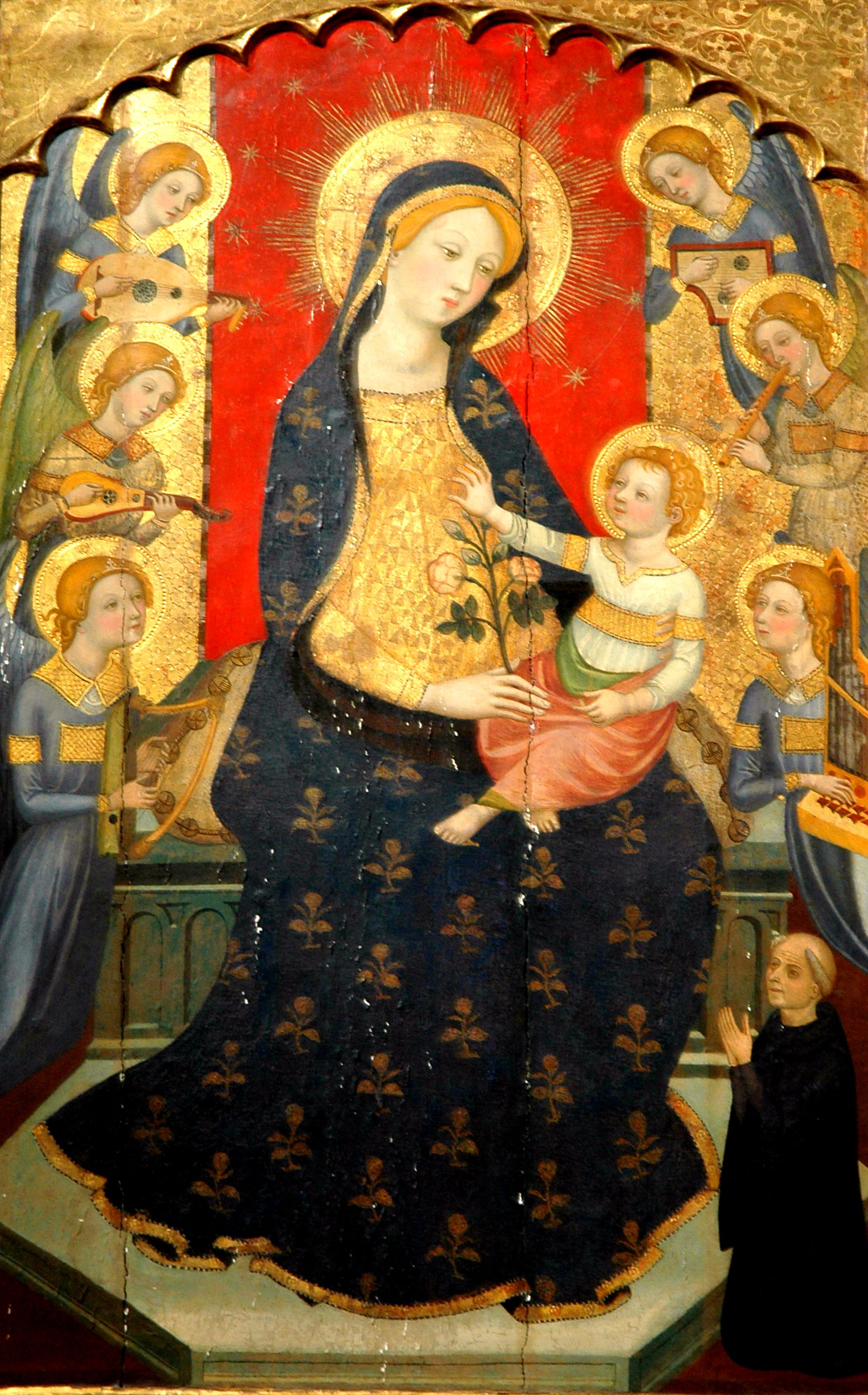
Detalle del retablo de Todos los Santos del monasterio de Sant Cugat

Pere Serra o Pedro Serra fue un pintor de la Corona de Aragón de estilo italogótico, que estuvo activo en Cataluña entre 1357 y 1406.

## Biografía
Hijo de Berenguer Serra, sastre barcelonés, fue pintor como sus hermanos Francesc, el mayor, muerto en 1362, Jaume, documentado entre 1358 y 1390, y Joan, citado de 1357 a 1385 siempre en relación con Pere. Formado en el taller de Ramón Destorrents, en el que se le documenta en 1357, trabajó en el estilo italogótico, de influencia sienesa, característico de la pintura catalana del siglo XIV. La producción de los hermanos, con rasgos afines, se puede caracterizar por el canon alargado de las figuras, las cabezas ovaladas con ojos rasgados y boca pequeña, y los motivos iconográficos basados en texto apócrifos y legendarios.
La rica documentación conservada indica que se situó al frente de un taller ampliamente demandado y con una producción abundante, aunque es también mucho lo que se ha perdido. Clave para la fijación y reconocimiento de su estilo es el retablo del Espíritu Santo de la Seo de Manresa, concluido en 1394. Retablo de cuatro cuerpos y cinco calles más la predela, Pere Serra desplegó en él un amplio repertorio iconográfico que va desde la creación del mundo a Pentecostés.

## Obra
- Retablo del Espíritu Santo o de Pentecostés, para la Colegiata Basílica de Santa María de la Seo de Manresa, terminado en 1394. De gran riqueza iconográfica, la tabla central del banco es de Luis Borrassá (1411).
- Retablo de Todos los Santos, en el monasterio de Sant Cugat, 1375, también con la Virgen entronizada en la tabla central.
- Virgen de los Ángeles, tabla central de un retablo procedente de la catedral de Tortosa probablemente pintado en la década de 1480 del que únicamente se conservan esta tabla y dos elementos de la predela en el [[Museo Nacional de Arte de Cataluña.[3]
- Retablo de Abella de la Conca de tres calles y tres cuerpos dedicado a la vida de la Virgen, con María entronizada y el donante Berenguer de Abella en la tabla central, con el Varón de dolores y santos en la predela. Museo de la Seo de Urgell.[4]
- Cristo ante Pilatos, Vic, Museu Episcopal de Vic, temple sobre tabla procedente de Llivia.[5]

Relacionados con su estilo se citan también los retablos de San Lorenzo de Morunys, como el de Manresa con Pentecostés en la tabla central y escenas de la vida de la Virgen y de san Juan en las calles laterales, y el de los santos Julián y Lucía del convento del Santo Sepulcro de Zaragoza.
Al obrador de los hermanos Serra se atribuye el retablo de Santa María del monasterio de Sigena, guardado en el Museo Nacional de Arte de Cataluña.